# Эстеван
Э́стеван (англ. Estevan) — муниципалитет на юго-востоке Саскачевана примерно в 16 километрах к северу от границы с США. Через город протекает река Сурис.
Первые поселенцы обосновались на этом месте в 1892 году в связи с расширением сети Тихоокеанской железной дороги.
Основой экономики муниципалитета являются, главным образом, угольные шахты, производство электроэнергии и другого органического топлива.